# Fasten der Erstgeborenen
Das Fasten der Erstgeborenen (תענית בכורות Ta'anit Bechorot) ist die Verpflichtung eines jeden jüdischen Erstgeborenen (hebräisch בכור bechor), am Tag vor Pessach, dem Fest des Auszugs aus Ägypten, zu fasten.
Grund ist der Dank dafür, dass die israelitischen Erstgeborenen bei der zehnten Plage verschont blieben, als die Erstgeborenen der Ägypter starben. Die Väter von Erstgeborenen unter 13 Jahren fasten an ihrer Stelle. Die Erstgeborenen können sich von der Verpflichtung zu fasten befreien, indem sie an einer Seudat Mizwa (סעודת מצוה Befohlene Mahlzeit, ein Mahl, das die Erfüllung einer Mizwa anzeigt) wie einem סיום Sijjum (Abschluss)   – einem Fest, das den Abschluss des Studiums eines Abschnittes der Tora darstellt – teilnehmen. Das Sedermahl gilt dann als Seudat Mizwa.

## Datum
Der Vortag vom Pessachfest, an dem am Abend der Seder gefeiert wird, fällt auf folgenden Tag im gregorianischen Kalender:
| Jüdisches Jahr | Gregorianisches Datum |
| -------------- | --------------------- |
| 5784           | 22. April 2024        |
| 5785           | 12. April 2025        |
| 5786           | 2. Juli 2026          |
| 5787           | 22. Juli 2027         |